# 1999년 현대 유니콘스 시즌
1999년 현대 유니콘스 시즌은 현대 유니콘스가 KBO 리그에 참가한 4번째 시즌으로, 삼미 슈퍼스타즈, 청보 핀토스, 태평양 돌핀스 시절까지 합하면 18번째 시즌이다. 김재박 감독이 팀을 이끈 4번째 시즌이며, 전년도 시즌 도중 이적한 뒤 땜질 선발-중간계투로 뛴  조규제가 미국으로 돌아간 스트롱 대신  마무리투수로  낙점됐으나 블론세이브를 몇 차례 기록한 데다 골반 부상까지 겹쳐 4월 28일 2군으로 내려갔고 선발이었던 김수경을 마무리로 돌렸지만 역시 기대에 못 미치자  선발로 뛰었음에도 3연패를 당하는 등 출발이 좋지 않았던 정명원으로 간신히 낙점됐고 조규제는 1군 복귀 후  선발로 재전향하여 5선발승을 기록했다.
게다가,  중반 이후 포스트시즌 진출과 거리가 멀어지자 8월 28일 쌍방울전에서 선발승으로 19승을 거둔 에이스 정민태를 팀 사정상 구원으로도 출격시켰으며(4월 28일 한화전 세이브, 7월 12일 해태전 구원승, 9월 27일 두산전 세이브, 9월 29일 쌍방울전 세이브) 이 같은 코칭스태프의 마구잡이 기용 탓인지 정민태는 컨디션 조절에 실패한 데다 급기야 막판 3차례의 선발등판에서 3패만 기록했고 결국 10월 7일 쌍방울전에서 선발승으로 천신만고 끝에 20승을 기록할 수 있었으나(1구원승이 포함되어 있어서 선발 20승은 아님) 팀은 4팀 중 드림리그 3위, 8팀 중 통합 5위를 기록하여 포스트시즌 진출에 실패했으며 전년도(17선발승)에 이어 2년 연속 최다 선발승(19선발승) 타이틀을 차지했음에도 홈런,타점 2관왕인 삼성 이승엽에게 정규시즌 MVP 자리를 빼앗기는 수모를 당했다.

## 타이틀
- 한일 슈퍼게임 국가대표: 정민태, 박재홍
- KBO 골든글러브: 정민태 (투수)
- 매직글러브: 전준호 (좌익수)
- 스포츠서울 올해의 투수상: 정민태
- 올스타전 홈런더비 우승: 박재홍
- 올스타 선발: 정민태 (투수), 박진만 (유격수), 박재홍 (외야수), 전준호 (외야수)
- 컴투스프로야구2013 레전드 카드: 정민태
- WAR: 정민태 (9.74)
- 사구: 박종호 (31)
- 희생타: 이명수 (22)
- 다승: 정민태 (20)
- 이닝: 정민태 (230.2)
- 상대한 타자 수: 정민태 (936)
- 탈삼진: 김수경 (184)

### 퓨처스리그
- 3루타: 김일경 (4)

## 선수단
- 선발투수 : 정민태, 김수경, 위재영, 조규제, 최원호
- 구원투수 : 박장희, 김민범, 조웅천, 김홍집, 최영필, 설종진, 김익재
- 마무리투수 : 정명원, 홍민구, 서성민, 임선동
- 포수 : 박경완, 장광호, 이재주
- 1루수 : 이숭용, 김경기, 안희봉, 황윤성
- 2루수 : 이명수, 김일경, 장정석, 손차훈, 염경엽
- 유격수 : 박진만
- 3루수 : 박종호, 채종국, 카날리, 권준헌
- 좌익수 : 전준호
- 중견수 : 박재홍
- 우익수 : 김인호, 바워스, 최만호
- 지명타자 : 피어슨, 이정훈, 강필선, 이용주

## 특이 사항
- 구단 연고지가 인천광역시였던 마지막 시즌으로, 숭의 야구장도 이 시즌을 끝으로 홈구장으로 쓰이지 않게 되었다.
- 피어슨은 만 25세로 KBO 리그 사상 최연소 1군 출전 외국인 야수가 되었다.
- 바워스는 KBO 리그 역대 외국인 선수 중 최초로 그라운드 홈런을 쳤다.
- 10월 7일 쌍방울 레이더스와의 경기는 관중 54명으로 KBO 리그 역대 최소 관중 기록을 세웠다.
- 박종호는 31사구로 역대 단일 시즌 사구 1위에 등극했다.
- 박종호는 이 시즌 쌍방울 레이더스와의 경기에서 10 2루타 59루타를 기록하여 단일 시즌 쌍방울 레이더스와의 경기에서 최다 2루타, 루타를 기록한 선수가 되었다.
- 박경완은 블로킹 관련 득점 기여 7.26으로 구단 사상 단일 시즌 최고 기록을 세웠다.
- 정민태와 정명원은 구단 사상 3번째, 4번째로 구단 통산 1000이닝을 달성했다.
- 바워스는 이 시즌 총 6차례 도루를 시도했으나, 한번도 성공하지 못했다.
- 정민태는 WAR 9.74로 현대 유니콘스 사상 단일 시즌 WAR 1위 겸 KBO 리그 역대 단일 시즌 무완봉 투수 중 WAR 1위, 1990년대 KBO 리그 단일 시즌 투수 WAR 1위에 올랐다.
- 김익수는 이때부터 2001년까지 등번호 99번을 사용하여 구단 사상 유일하게 등번호 99번을 사용한 사람이자 가장 큰 숫자를 등번호로 쓴 선수로 남게 되었다.
- 전준호는 이 시즌 월요일 경기 11도루로 KBO 리그 역대 단일 시즌 월요일 경기 최다 기록을 세웠다.
- 박종호는 이 시즌 월요일 경기 4사구로 KBO 리그 역대 단일 시즌 월요일 경기 최다 기록을 세웠다.
- 김수경은 이 시즌 월요일 경기에 8번 선발 등판하여 891구, 49이닝, 224타자 상대, 188타수 상대, 53피안타, 28 볼넷허용으로 KBO 리그 역대 단일 시즌 월요일 경기 최다 기록을 세웠다.
- 정민태는 이 시즌 월요일 경기 5승으로 KBO 리그 역대 단일 시즌 월요일 경기 최다 기록을 세웠다.
- 김경기는 구단 사상 처음으로 통산 1000안타를 달성했다.
- 정명원은 당시 KBO 리그 내 최고 연봉자였다.